# Caplopa turneri
Caplopa turneri är en insektsart som beskrevs av Evans 1947. Caplopa turneri ingår i släktet Caplopa och familjen dvärgstritar. Inga underarter finns listade i Catalogue of Life.